# 石墨烷
石墨烷（英語：Graphane）是一種石墨烯衍生物，為等量碳、氫兩種元素組成的平面狀聚合物，可透過电化学的氢化處理單層或多層石墨烯、或者有層間共价键的熱解碳製得。研究者以研究部分氢化石墨烯的性質，認為石墨烷作為單層材料在能隙等特性上性質多變。

## 結構

石墨烷的船型構象與椅型構象

根據2003年的簇展開推算，摻雜氫的石墨烯衍生物，以碳氫1:1比例的結構最穩定。2007年，研究發現這種物質理論上比苯或环己烷一類的烃還穩定；因為它是將石墨烯完全氢化的理論產物，因而稱為「石墨烷」。石墨烷的立體結構類似於環己烷，碳-氢键的為讓環張力最小，它最穩定的結構並非平面，有椅型、船型兩種構象，與石墨烯的正六邊形鑲嵌平面結構不同。與環己烷不同之處在於，石墨烷的兩種構象不能互相轉化，屬於结构异构的同分異構物。「船型構象」中，氫原子在平面正反兩面成對交替；而「椅型構象」中，相鄰碳原子各自鍵結的氫原子在不同側。除此之外，也有上述兩種構象的混合形式；「椅型構象」是石墨烷最穩定的結構，這點與環己烷相同。
儘管彎曲的化學鍵會使晶格收縮，據推算實際上晶格反而會增長30%，這是因為在碳-碳键的單鍵（1.52Å）比原先共振鍵（1.42Å）來得長。因此與最穩定、鍵長最長的椅型石墨烷的理想狀態對比，實際觀察到的晶格收縮，可歸因於石墨烷在局部出現穩定的「扭船型」構象；研究者發現，石墨烷在相異區域的鍵長差異，即對應局部構造中不同類的構象。任何出現氫化構象變換的區域，都會使晶格常數局部收縮大約2%。

## 性質

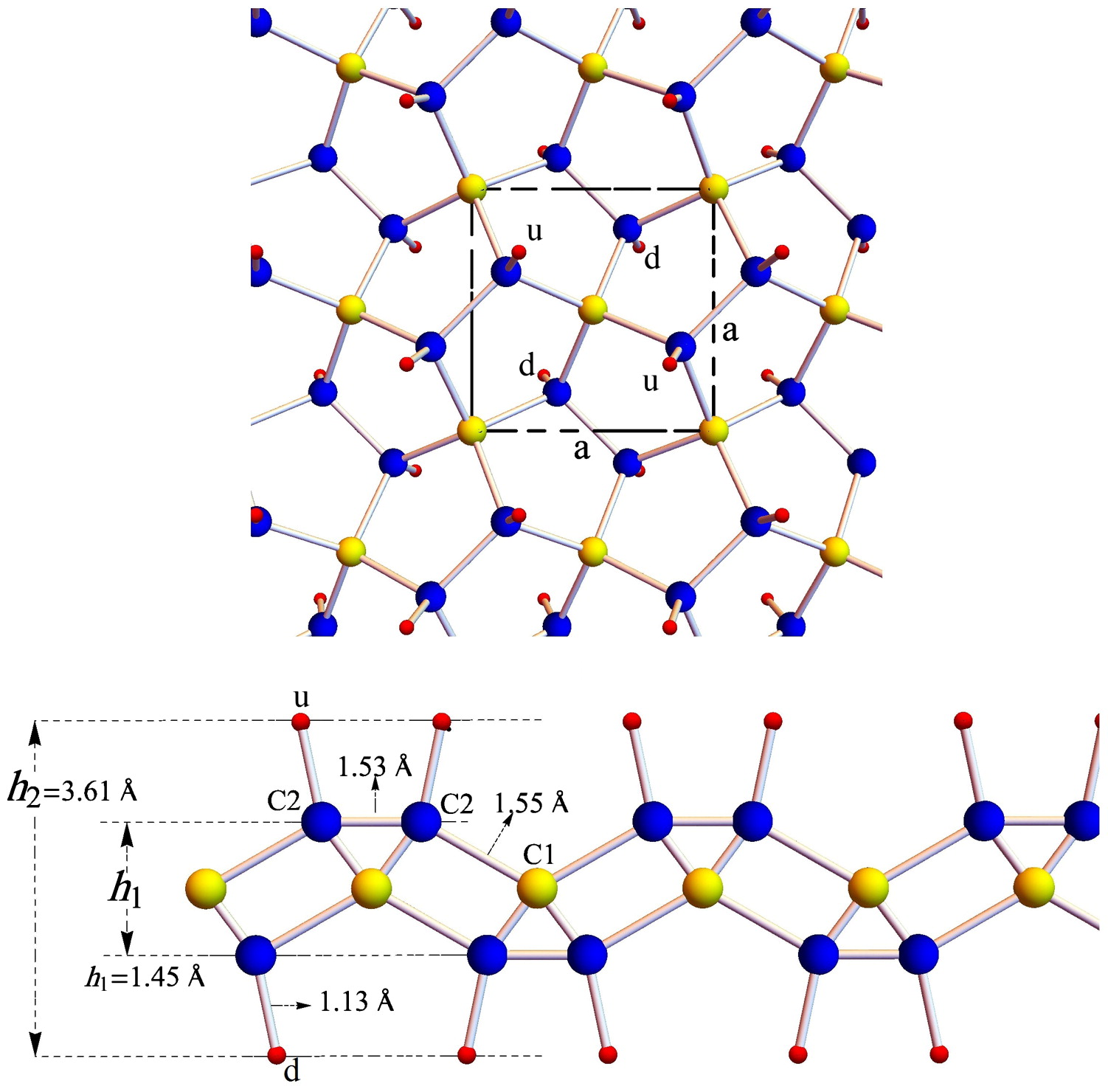
五邊石墨烷的球棍模型

將石墨烯樣品置於300°C的氩氣氛加熱4小時可去除雜質，然後放在位於兩個鋁电极間，低壓0.1毫巴、含有氬90%與氫10%的直流裡。在樣品距離放電區30公分的條件下，可使氫分子電離成個別氫原子，同時避免離子能量過高而破壞樣品；實務操作上，電漿氫化反應通常在兩個小時後達到飽和。除了以石墨烯為反應物之外，如果以高定向熱解石墨製備，可以用機械剝離法分離產物。因為石墨烯可隨機出現奈米級別皺紋，讓基質上的氫化反應可能只在石墨烯一面進行，保有原有的六重對稱；而皺紋的隨機分布，使單面氫化的石墨烷結構比雙面氫化的還要無序。氫化石墨烯反應為可逆反應，將石墨烷退火處理可讓氫發生扩散作用，讓產物又變回石墨烯，相關動力學機制可以模擬出來。若氫化不完全，石墨烯不會轉變成化學鍵飽和的石墨烷，而會具有「類石墨烷」結構。
因為石墨烷的原子鍵結為單鍵，沒有發生共振現象，因此是絕緣體；石墨烯理論上存在異構物五邊石墨烯，其相應氫化產物「五邊石墨烷」同樣屬於絕緣體。

## 應用潛力
如果石墨烯被部分改性成石墨烷，會降低电子迁移率與電導率，同時使局部區域的能隙增大，形成一種石墨烯基二維異質結構；這是一種自成一類的材料體系，一些性能尚未確定，潛在應用包括石墨烯還原和加氫鈍化、表面蝕刻等等。根據BCS理论，p型摻雜的石墨烷理論上具高溫超導性質，超導臨界溫度可達90K（-183°C）。此外，石墨烷也可能可用於儲氫技術。晶格常數依溫度而變，而氫化可讓變化減小，使得石墨烷亦有潛力用於精密儀器領域。